# 方茎耳草
方茎耳草（学名：Hedyotis tetrangularis）为茜草科耳草属下的一个种。

## 扩展阅读
維基物種上的相關：方茎耳草